# Microsoft Project
Microsoft Project är ett program att planera, följa upp och i viss mån rapportera ett projekt eller en portfölj av projekt. Programmet utvecklas och säljs av Microsoft.

## Utveckling och lansering
Den första versionen, Microsoft Project for Windows v1.0, startade utvecklingen som ett kontraktsarbete. Microsoft köpte företaget som skötte utvecklingen 1988 för att slutföra utvecklingen i den egna organisationen. Försäljning startade sedan år 1990 som en del av lanseringen av Windows 3.0.

## Funktionalitet
I programmet kan man lägga upp Gantt-scheman, logiska nätverk samt WBS-strukturer. Programmet kan sedan automatiskt beräkna projektets kritiska linje.

## Nyare funktionalitet
I samband med lanseringen av Microsoft Project 2002 introducerades en web-portal där projektdeltagare kan komma åt projektplan, sina aktiviteter, rapportera tid med mera. 
Senast lanserade versionen heter Microsoft Project 2010 vilken innehåller en väl utbyggd projektportföljhantering.